# Andrena clypella
Andrena clypella là một loài Hymenoptera trong họ Andrenidae. Loài này được Strand mô tả khoa học năm 1921.